# Stade Ícaro-de-Castro-Melo
 (octobre 2024).
Si vous disposez d'ouvrages ou d'articles de référence ou si vous connaissez des sites web de qualité traitant du thème abordé ici, merci de compléter l'article en donnant les références utiles à sa vérifiabilité et en les liant à la section « Notes et références ».
Le stade Ícaro-de-Castro-Melo, également appelé stade d'Ibirapuera, est un stade d'athlétisme et de football situé à São Paulo au Brésil, près du parc d'Ibirapuera.
Il a une capacité de 13 000 spectateurs.